# Música tropinorteña
La música tropinorteña o ritmo tropinorteño es un género musical mexicano gestado en el sur de México. Abarca la música norteña, el bolero norteño, la quebradita y la música tropical norteña . El acordeón, el bajo sexto, el bajo eléctrico, la batería y las tarolas son los instrumentos más característicos de la música tropinorteña.
La música norteña se define por sus instrumentos: acordeón y bajo sexto; por sus géneros musicales como el corrido, las rancheros, boleros, cumbias y baladas; por su característica vestimenta imperando el uso del cuero, botas y sombrero texano. Posee formas musicales que provienen de la música de baile europeo del siglo XIX (como la polca, el chotis y la redova) así como de la tradición musical mexicana (corrido, bolero, huapango). La música norteña no se ha estancado y ha evolucionado para llegar a más personas, agregando influencias y fusionándose con otros estilos de música creando una nueva gama de canciones que tienen una base en la música norteña. Bajo esta tendencia, la música tropinorteña es el resultado de la mezcla de diferentes estilos de música que toma como base la música norteña. Su precursor ha sido el grupo Relámpago Tropinorteño con el tema "Me mato" (2015) y desde entonces se ha extendido a diversas agrupaciones dando a conocer el nuevo estilo musical principalmente en el norte de México y el sur de Estados Unidos.
Su nombre hace referencia a que el estilo musical ha sido credo por debajo del trópico y no en el norte. Además de que el estilo toma como base la música norteña.
Se caracteriza principalmente por mezclar la  música norteña, el bolero norteño, la quebradita y la música tropical norteña; por el uso del acordeón, el bajo sexto, el bajo eléctrico, la batería y las tarolas; y por la característica vestimenta norteña.